# Mozilla Firefox 4
O Mozilla Firefox 4 é a nova versão do navegador Mozilla Firefox. O primeiro beta foi disponibilizado em 6 de julho de 2010 e a versão final foi lançada em 22 de março de 2011. É conhecido pelo codinome Tumucumaque.
As principais metas para esta atualização inclui melhorias no desempenho, suporte a padrões, e uma nova interface de usuário.

## História
Em 13 de outubro de 2006, Brendan Eich , da Mozilla, Chief Technology Officer, escreveu sobre os planos para "Mozilla 2", referindo-se à ampla iteração mais (desde a sua criação) da plataforma global em que o Firefox e os outros produtos Mozilla são executados. A maior parte dos objetivos foram gradualmente incorporados ao Firefox através das versões 3.0, 3.5 e 3.6. As maiores alterações, porém, foram adiadas para o Firefox 4.0.
No início de maio de 2010, os planos para o Mozilla Firefox 4.0 foi oficialmente detalhado através de um post no blog de Mike Beltzner, diretor do Firefox. As principais metas incluídas fazer do Firefox um navegador mais rápido, poderoso e capaz.

## Recursos
Mozilla Firefox 4 inclui diversas características novas desde a versão 3.6, dentre os quais as App Tabs, um modo de definir as páginas mais usada como abas fixas.

## Interface
Firefox 4 trouxe uma nova interface com o usuário. No início maquetes da nova interface do Windows, Mac OS X, e Linux foram primeiramente disponibilizadas em julho de 2009.
Novos recursos incluem melhores notificações "doorhanger", Firefox Panorama, guias de aplicação, um gerenciador de extensão totalmente redesenhado, suporte a extensões Jetpack, integração com o Firefox Sync, e suporte para exibição multitoque.
Muitas mudanças foram feitas para a interface do usuário. Por padrão, as abas agora estão no topo da janela. Os botões Parar Atualizar e Ir foram combinados em um único botão, colocado no lado direito da barra de endereços. O botão muda dinamicamente com base no estado atual da página. No Windows Vista e Windows 7, a barra de menu fica oculta por padrão com as ações mais comuns mudou-se para um novo menu do Firefox no canto superior esquerdo do navegador (semelhante ao menu do botão encontrado no Opera).

## Mecanismo
Firefox 4 é baseado no motor de layout Gecko 2.0, que adiciona e melhora o suporte para HTML 5, CSS3 , WebM e WebGL . Além disso, inclui um novo motor JavaScript (JägerMonkey) e melhor XPCOM APIs.
JägerMonkey é um novo motor de JavaScript, projetado para trabalhar juntamente com o motor TraceMonkey introduzido no Firefox 3.5.
Firefox 4 é a primeira versão do Firefox a liberar o suporte nativo ao protocolo Gopher, no entanto, o suporte continuado está disponível através de um add-on.
Firefox 4 introduz um áudio API, que fornece uma maneira para programaticamente acessar ou criar dados de áudio associada a um elemento de áudio HTML5. Ele permite, por exemplo, a visualização de dados de som, a utilização de filtros ou para mostrar o especto de áudio.

## Desempenho
Firefox 4 marcou uma mudança importante no desempenho em comparação às versões anteriores 3.6 e 3.5. O navegador tem feito progressos significativos nos testes SunSpider JavaScript, bem como melhorias no suporte ao HTML5.
Uma vez que o Firefox 4.0 Beta 5, a aceleração de hardware está habilitada por padrão no Windows Vista e Windows 7 usando Direct2D. Ao usar a aceleração por hardware permite que o navegador use a unidade de processamento gráfico, em vez de sobrecarregar a CPU . Isso permite que as páginas sejam processados mais rapidamente.

## Versões do Mozilla Firefox 4
Abaixo será possível conferir todas as versões do Mozilla Firefox 4, que teve seu desenvolvimento iniciado em 10 de Fevereiro de 2010 e sendo lançado como versão final em 22 de Março de 2011. Um dia antes do lançamento final já era possível baixar o instalador via FTP direto dos servidores da Mozilla.
| Versão antiga | Versão atual | Versão futura |

| Histórico de lançamentos do Firefox 4 | Histórico de lançamentos do Firefox 4 | Histórico de lançamentos do Firefox 4 | Histórico de lançamentos do Firefox 4 |
| Versão                                | Atualização                           | Data de lançamento                    | Mudanças significativas |
| ------------------------------------- | ------------------------------------- | ------------------------------------- | --- |
| 4                                     | 4.0 Alpha 1                           | 10 de Fevereiro de 2010               | - Nomeado inicialmente como Firefox 3.7 (Gecko 1.9.3). |
| 4                                     | 4.0 Alpha 2                           | 1 de Março de 2010                    | - No momento não disponível. (Será adicionado em breve) |
| 4                                     | 4.0 Alpha 3                           | 17 de Março de 2010                   | - No momento não disponível. (Será adicionado em breve) |
| 4                                     | 4.0 Alpha 4                           | 12 de Abril de 2010                   | - No momento não disponível. (Será adicionado em breve) |
| 4                                     | 4.0 Alpha 5                           | 16 de Junho de 2010                   | - No momento não disponível. (Será adicionado em breve) |
| 4                                     | 4.0 Beta 1                            | 6 de Julho de 2010                    | - O número de versão foi alterada para 4.0 (Gecko 2.0). |
| 4                                     | 4.0 Beta 2                            | 27 de Julho de 2010                   | - Disponível em 24 idiomas; - As guias são agora no topo por padrão no Windows e Mac OS X - Linux vai mudar quando o tema foi modificado para suportar a mudança; - Possibilidade de transformar qualquer guia em uma App Tab clicando sobre ele e selecionando "Faça uma App Tab" no menu de contexto; - Os desenvolvedores da Web podem animar conteúdo usando Transitions CSS; - Melhorias na receptividade e rolagem das novas camadas do sistema de layout; - Melhorias na velocidade do JavaScript devido à otimização do motor de layout; - As alterações na forma como os componentes XPCOM são registrados podem ajudar no tempo de inicialização e na separação de processos.        |
| 4                                     | 4.0 Beta 3                            | 11 de Agosto de 2010                  | - Disponível em 34 idiomas; - Os desenvolvedores da Web podem realizar testes de toque em máquinas com Windows 7; - Uma nova maneira de representar valores em JavaScript que permite que o Firefox execute códigos numéricos pesados (usado como gráficos e animações) mais eficientemente. |
| 4                                     | 4.0 Beta 4                            | 24 de Agosto de 2010                  | - Disponível em 39 idiomas; - Firefox Sync agora está incluído por padrão; - Uma nova funcionalidade dá aos usuários uma visão geral de todas as abas abertas, permitindo que eles sejam classificados e agrupados; - Uma API experimental é incluído para fornecer Javascript mais eficiente em animações; - Suporte ao HTML5 vídeo com propriedade de buffer. |
| 4                                     | 4.0 Beta 5                            | 7 de Setembro de 2010                 | - Suporte à proposta de novos dados de áudio API; - Aceleração de Hardware Direct2D está ativado por padrão para usuários do Windows 7; - Botão Firefox tem um novo visual para usuários do Windows Vista e Windows 7; - Suporte para protocolo de segurança HSTS permitindo que os sites que insistem em afirmar que somente pode ser carregado através de SSL. |
| 4                                     | 4.0 Beta 6                            | 14 de Setembro de 2010                | - Corrigido um problema de estabilidade que afetava usuários do Windows; - Corrigido um problema que causava erros de processamento com plug-ins que afetam usuários do Mac OS X. |
| 4                                     | 4.0 Beta 7                            | 10 de Novembro de 2010                | - Disponível em 57 idiomas; - Uso do JägerMonkey, um novo motor JavaScript mais rápido; - WebGL é ativado por padrão no Windows e Mac OS X. Suporte ao WebGL requer um placa gráfica com recurso OpenGL. O suporte para outras placas gráficas no Windows (especificamente GPUs Intel) e Linux virão em uma versão beta futura; - Certas operações de processamento estão agora acelerado por hardware usando Direct3D 9 no Windows XP, Direct3D 10 no Windows Vista e Windows 7 e OpenGL no Mac OS X; - Melhoria da tipografia web usando OpenType com suporte para ligaduras, kerning e fonte variantes; - HTML5 Forms API faz com base formulários web mais fácil de implementar e validar. |
| 4                                     | 4.0 Beta 8                            | 22 de Dezembro de 2010                | - Disponível em 69 idiomas; - A experiência de instalação do Firefox Sync foi aperfeiçoada para PCs e dispositivos móveis; - Melhorias de velocidade, funcionalidade e compatibilidade com o WebGL; - Adicionado o idioma polonês para o Gerenciador de Add-ons do Firefox. |
| 4                                     | 4.0 Beta 9                            | 14 de Janeiro de 2011                 | - Disponível em 76 idiomas; - Revisão do código de bookmarks e histórico, que permite a inicialização rápida e desempenho bookmarking; - Compartimento por coleta de lixo está ativado, reduzindo o trabalho realizado durante as animações complexas. |
| 4                                     | 4.0 Beta 10                           | 25 de Janeiro de 2011                 | - Compatibilidade e melhorias de estabilidade ao usar o Adobe Flash no Mac OS X; - Melhorias no uso da memória; - Suporte para uma lista negra de driver gráficos para melhorar a estabilidade. |
| 4                                     | 4.0 Beta 11                           | 8 de Fevereiro de 2010                | - Suporte à proposta Não Track (DNT) do cabeçalho; - Mensagens de status de conexão são mostradas em uma pequena sobreposição; - WebGL foi reativado no Linux; - O projeto inicial padrão foi atualizado; - Firefox sem opções automáticas no modo offline. |
| 4                                     | 4.0 Beta 12                           | 25 de Fevereiro de 2011               | - Disponível em 77 idiomas; - Melhoria do desempenho durante a visualização de conteúdo em Flash - Melhoria na compatibilidade de plugin com hardware de aceleração habilitada; - Passar o cursor sobre links agora se exibe a URL na parte inferior da janela, em vez de ser na barra de localização; - Melhorias gerais de estabilidade, desempenho e compatibilidade. |
| 4                                     | 4.0 RC 1                              | 9 de Março de 2011                    | - Melhorias gerais de estabilidade, desempenho e compatibilidade. |
| 4                                     | 4.0 RC 2                              | 18 de Março de 2011                   | - Blacklisted alguns certificados inválidos HTTPS; - Atualizado 29 idiomas já suportados; - Adicionado idioma vietnamita, totalizando 83 idiomas suportados. |
| 4                                     | 4.0                                   | 22 de Março de 2011                   | - Atualizado apenas o número da versão (4.0), possui todas as correções e melhorias já lançadas. |
| 4                                     | 4.0.1                                 | 28 de Abril de 2011                   | - Corrigido vários problemas de segurança e estabilidade. |

## Ligações Externas
- Mozilla Firefox 4